# Holubievîci, Kompaniivka
Holubievîci (în ucraineană Голубієвичі) este localitatea de reședință a comunei Holubievîci din raionul Kompaniivka, regiunea Kirovohrad, Ucraina.

## Demografie
Componența lingvistică a localității Holubievîci
     Ucraineană (96,35%)
     Rusă (1,09%)
     Belarusă (1,09%)
Conform recensământului din 2001, majoritatea populației localității Holubievîci era vorbitoare de ucraineană (96,35%), existând în minoritate și vorbitori de armeană (1,46%), rusă (1,09%) și belarusă (1,09%).